# S&DJR-Klasse 7F
Die Klasse 7F der Somerset and Dorset Joint Railway (S&DJR) ist eine von Henry Fowler entworfene Baureihe schwerer britischer Zweizylinder-Dampflokomotiven für Güterzüge mit der Achsfolge 1’D (Consolidation), die speziell für die steilen Steigungen der S&DJR-Strecke entwickelt wurde. 1914 wurden sechs Maschinen gebaut, 1925 folgten fünf weitere. Zwei Lokomotiven sind erhalten.

## Geschichte
Die finanziell angeschlagene Somerset & Dorset Railway wurde im Jahr 1876 durch die Midland Railway (MR) und die London & South Western Railway (L&SWR) vor dem Bankrott bewahrt. Die beiden Bahngesellschaften gründeten die Somerset and Dorset Joint Railway (S&DJR), welche sie gemeinsam betrieben. In der Vereinbarung zwischen den beiden Bahngesellschaften übernahm die Midland Railway die Verantwortung für die Lokomotiven und die Wagen.
Die Midland Railway setzte leichte Dreikuppler ohne Laufachsen ein. Diese bewährten sich jedoch nicht auf den anspruchsvollen Steigungen der S&DJR-Strecken. Die nur mäßig leistungsstarken Maschinen führten zu Einschränkungen bei der Zuglast und machten den Einsatz von Schiebelokomotiven erforderlich – insbesondere für schwere Züge mit Bergbauprodukten aus den Mendip Hills, durch welche die Bahn führte. Dies trieb die Betriebskosten in die Höhe.
Aus diesem Grund forderte der Locomotive Superintendent der S&DJR, M. H. Ryan, eine leistungsstärkere Lokomotive, die speziell für die Strecke zwischen Bath und Bournemouth ausgelegt sein sollte. Zwei im Jahr 1907 eingereichte Entwürfe für laufachslose Vierkuppler wurden aufgrund ihres zu hohen Gewichts abgelehnt.
Im Jahr 1914 gelang Henry Fowler, dem Chefingenieur der Midland Railway, der Durchbruch: Er beauftragte seinen Chefkonstrukteur James Clayton von den Derby Works beauftragte, eine Lokomotive zu entwerfen, die die schwere Güterzüge auf den Strecken der S&DJR ohne Schiebelokomotive befördern konnte. Clayton brach mit der Tradition der Midland Railway und schlug eine große, starke Consolidation-Lokomotive mit außenliegenden Zylindern vor. Durch Hinzufügung einer Vorlaufachse gelang es ihm, die Achslastbeschränkungen einzuhalten, an denen die Entwürfe der laufachslosen Vierkuppler gescheitert waren.
Die erste Lokomotive mit der Nummer 80 nahm im März 1914 den Betrieb auf. Im selben Jahr folgten fünf weitere Lokomotiven, die sich von Beginn an bewährten. Eine zweite Serie von fünf Lokomotiven wurde 1925 bei Robert Stephenson and Hawthorns (RHS) in Darlington gebaut. 
Mit der Verstaatlichung der Bahnen im Jahr 1948 übernahm die British Railways alle Lokomotiven. In den späten 1950er Jahren wurden diese jedoch von den Lokomotiven der BR-Standardklassen verdrängt, insbesondere von der Klasse 9F. Letztere waren die einzigen Lokomotiven, die leistungsmäßig in den Mendip Hills mit den Lokomotiven der ehemaligen S&DJR mithalten konnten. Die 1914 gebauten Lokomotiven wurden zwischen 1959 und 1962 ausgemustert, die 1925 gebauten Exemplare bleiben jedoch bis in die Jahre 1963/64 in Betrieb. Sie wurden in den Sommermonaten oft samstags vor Reisezügen eingesetzt, die für die modernen Ten-Wheeler-Lokomotiven zu schwer waren.

### Erhaltene Lokomotiven
Die Lokomotiven mit den S&DJR-Nummern 88 (BR-Nr. 53808) und 89 (BR-Nr. 53809) sind erhalten geblieben. Sie wurden beide 1925 bei RHS gebaut und gelangten nach ihrer Ausmusterung über den Schrottplatz der Woodham Brothers zu den Museumsbahnen. Die Nr. 89 war bis 2019 bei der West Somerset Railway im Einsatz, wurde jedoch im August 2020 von der Watercress Line langfristig angemietet. Dort wartet sie nun auf eine Aufarbeitung. Die Nr. 89 ist in Privatbesitz und wird von der 13809 Preservation Society betrieben. Im Januar 2018 kam sie im Rahmen eines langfristigen Betriebsvertrags zur North Norfolk Railway.

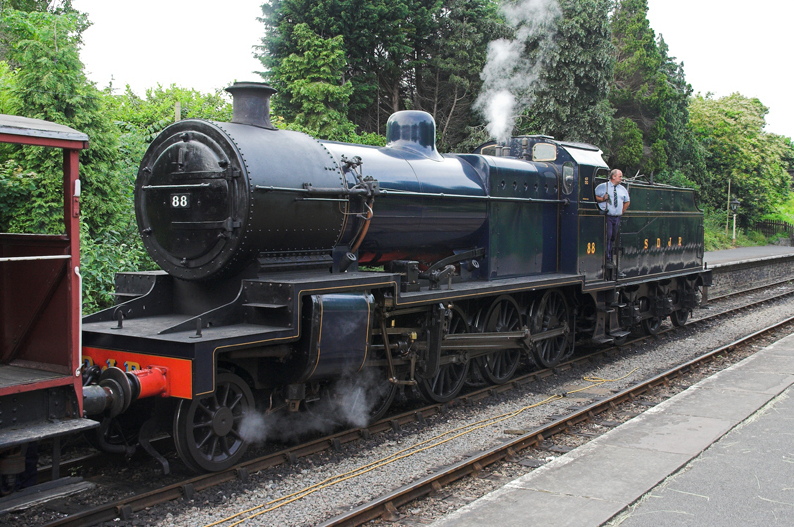
S&DJR Nr. 88 (Robert Stephenson and Hawthorns Nr. 3894, Baujahr 1925)
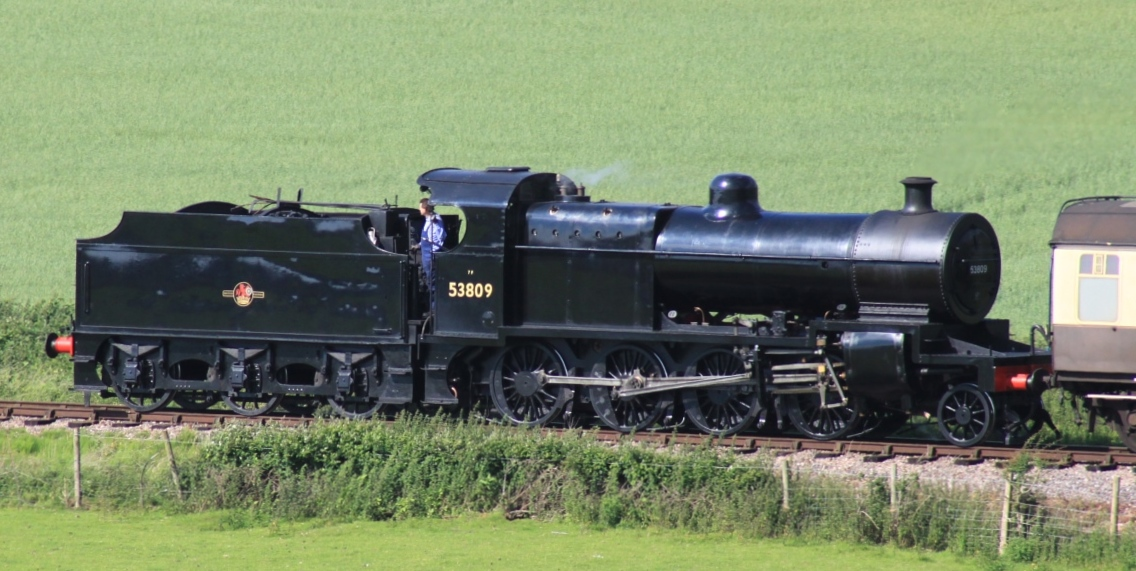
S&DJR Nr. 89 als BR Nr. 53809 (Robert Stephenson and Hawthorns Nr. 3895, Baujahr 1925)

## Technik

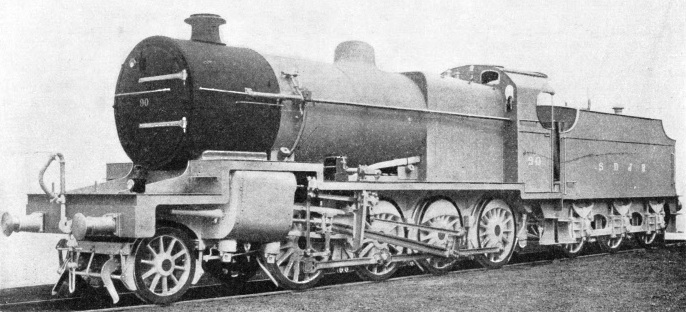
S&DJR Nr. 90 (Robert Stephenson and Hawthorns Nr. 3896, Baujahr 1925)

Die Lokomotive verfügte über vier Kuppelachsen und eine Vorlaufachse. Ihr Heißdampfkessel vom Typ G9AS mit Belpaire-Stehkessel, Schmidt-Überhitzer und runder Rauchkammer entsprach der Ausführung der Verbundlokomotiven der Compound-4-4-0-Klasse. Die 1925 gebauten Lokomotiven hatten anfangs den größeren Kessel der Bauart G9BS. Dieser wurde jedoch nach und nach durch den G9AS-Kessel ausgetauscht wurde – die letzte Lokomotive erhielt den kleineren Kessel erst im Jahr 1955. Ein Nachteil der Lokomotiven war ihr hoher Kohleverbrauch. Sie benötigten rund 24,6 kg/km hochwertige Steinkohle und reagierten empfindlich auf die Verfeuerung minderwertiger Kohle.
Das Triebwerk bestand aus zwei außenliegenden Zylindern mit einer Neigung von 1:12, die Steuerung war vom Typ Walschaerts. Der Antrieb erfolgte auf die dritte Kuppelachse. Um Gefälle sicher befahren zu können, waren die Lokomotiven mit drei Dampfbremszylindern ausgestattet, ein vierter war auf dem Schlepptender angeordnet. In den 1950er Jahren wurden alle Lokomotiven mit einer Vakuumbremsanlage ausgerüstet, sodass sie auch Reisezüge ziehen konnten.
Obwohl beim Entwurf mit vielen Midland-Railway-Traditionen gebrochen wurde, wurde die eher unterdimensionierten Achslager der MR beibehalten. Dies hatte zur Folge, dass die Lokomotiven zum Heißlaufen neigten. Dieses Problem konnte durch den Einbau einer mechanischen Schmiereinrichtung etwas gelindert werden.
Bei den ersten sechs Lokomotiven befand sich die Position des Lokomotivführers im Führerstand auf der rechten Seite, bei den nachbestellten Lokomotiven auf der linken Seite. Da die Lokomotiven anfangs für einige Drehscheiben zu lang waren, war vorgesehen, dass sie die Hälfte ihrer Dienste rückwärts fahren würden. Deshalb waren sie auf beiden Seiten des Führerstands mit der Einrichtung für das automatische Tokenaustauschsystem ausgestattet. Die Lokomotiven der ersten Serie waren außerdem mit Kabinentendern ausgestattet. Diese wurden jedoch in den 1920er Jahren gegen eine normale Bauart ausgetauscht.

S&DJR Nr. 80 (Derby Works, Baujahr 1914)